# 王用霖
王用霖（？—？）字靖宣，山西榆次人，清朝官员。

## 生平
王用霖是清朝举人，光绪二十五年（1899年）任博平县知县。任内续修前任知县李维诚编纂未完成的光绪《博平县续志》，离任后又有继任知县彭宝铭续纂修，有光绪二十六年（1900年）刻本存世。清朝末年出任资政院议员。